# Франтишек (мультфильм)
«Франтишек» — кукольный мультфильм, который создал режиссёр Вадим Курчевский в 1967 году по сказке Милоша Мацоурека, это маленькая философская драма о новаторской природе таланта, а также совершенно новая трактовка образа Деда Мороза.

## Сюжет
В городе была поздняя осень, с деревьев опадали последние листья. Учитель Мороз привёл учеников Морозиков на практические занятия в городе. Морозики учились создавать изморозь и сосульки, разрисовывать окна белыми морозными узорами. Морозик Франтишек и девочка Власта познакомились в парке, оба любили рисовать. Власта подарила Франтишеку коробку с красками и привела в Ботанический сад, где он впервые увидел настоящие живые цветы. Благодарный Франтишек ночью разрисовал ей окна цветными узорами и цветами. Утром девочка увидела и сказала: «Франтишек! Ты настоящий художник!» А учитель Мороз воскликнул: «Красиво! Но не положено! Так рисовать не принято!» Он отобрал краски, а потом сам попробовал ими рисовать.

## Съёмочная группа
| Автор сценария             | Владимир Лифшиц |
| Режиссёр                   | Вадим Курчевский |
| Художник-постановщик       | Ольга Гвоздева |
| Оператор                   | Владимир Саруханов |
| Звукооператор              | Борис Фильчиков |
| Композитор                 | Михаил Меерович |
| Редактор                   | Раиса Фричинская |
| Монтажница                 | Надежда Трещёва |
| Мультипликаторы:           | Майя Бузинова, Иосиф Доукша, Юрий Клепацкий, Павел Петров                                                                             |
| Куклы и декорации сделали: | В. Куранов, Геннадий Лютинский, Павел Гусев, Вера Калашникова, Владимир Аббакумов, Марина Чеснокова, Валерий Петров, Галина Геттингер |
| под руководством           | Романа Гурова |
| Директор картины           | Натан Битман |

## Озвучивание
Актёры озвучивания в титрах не указаны.
- Клара Румянова — Франтишек
- Мария Виноградова — Власта, мама Власты, учительница
- Анатолий Папанов — Мороз

## Награды
- 1968 — II Международный Фестиваль анимационных фильмов в Мамайе (Румыния) — Приз «Серебряный пеликан»[4].

## Критика
По мнению советского киноведа Сергея Асенина, мультфильм «Франтишек» можно смело отнести к числу интересных кукольных картин конца 60-х — начала 1970-х годов, за счёт цельной и простой, но в то же время глубокой драматургии сюжета и изобрательного режиссёрского решения, выражавшегося в «скупой и лаконично-выразительной „игре“ кукол».